# Kang Soo-il
Kang Soo-il (hangul: 강수일), född 15 juli 1987 i Dongducheon, är en sydkoreansk fotbollsspelare. Han spelade senast för Jeju United i K League Classic. Tidigare spelade han för Incheon United och Pohang Steelers. 
Hans far är afroamerikan och hans mor är korean. Han skulle ha debuterat för Sydkoreas landslag i juni 2015 men testades positivt för dopning. I augusti 2015 släpptes han av Jeju United efter att ha orsakat en trafikolycka och arresterats för rattfylleri.